# Évènements météorologiques de 2010 en Europe
Les évènements météorologiques de 2010 en Europe ont été marqués par une succession de phénomènes météorologiques qui peuvent être soulignés. Cette récurrence rare est liée à la répétition de situations de blocages dans la circulation atmosphérique. 

## Causes
À la différence des années passées, des événements météorologiques inhabituels se sont succédé en Europe depuis l'hiver 2009-2010, qui commence par convention au 1er décembre 2009 [réf. nécessaire]. Une première cause possible serait le maintien de l'indice de l'oscillation arctique à des valeurs extrêmement basses, et même record. Cette oscillation arctique négative aurait permis la récurrence d'événements de blocage météorologique.

## Hiver 2009-2010 en Europe
Cet hiver fut marqué par un froid inhabituel et durable en plus de fortes chutes de neige sur certains pays d’Europe du 1er décembre 2009 jusqu'à la mi-mars. Le mois de février s'est terminé par deux tempêtes majeures, la première causant d'importantes inondations à Madère et la seconde, Xynthia, causant des dommages sous l'effet de violentes rafales de vent dans une grande partie de l'Europe de l'Ouest, phénomène aggravé par de forts coefficients de marée dans plusieurs départements français (Vendée et Charente-Maritime en particulier).

## Inondations du Var de 2010
En juin 2010, le Var est frappé par un épisode méditerranéen inhabituel pour la saison, qui dévasta la ville de Draguignan. Les pertes agricoles sont évaluées à plus de 50 millions d'euros. Jusqu'à 200 000 foyers ont été privés d'électricité[réf. souhaitée]. L'État français a débloqué en urgence 3 millions d'euros, puis 12 millions d'euros fin juillet. La situation météorologique est classique, mais inhabituelle en cette saison. Une dépression froide descend le long de la façade Ouest de la France en direction de la péninsule Ibérique. Le flux d'air se redresse au Sud sur le bassin méditerranéen. Devenu chaud et humide au-dessus de la mer, il alimente des orages stationnaires aux pieds des Alpes,. Dans le Var, les précipitations ont dépassé les 150 mm dans le Centre et l'Est du département, pour culminer à 397 mm aux Arcs, au Sud de Draguignan,
| Lieu                 | Total | Lieu               | Précipitations |
| -------------------- | ----- | ------------------ | -------------- |
| Les Arcs             | 397   | Sainte-Maxime      | 259            |
| Comps-sur-Artuby     | 303,6 | Bormes-les-Mimosas | 194,6          |
| Le Cannet-des-Maures | 286,2 | Hyères             | 171,5          |
| Draguignan           | 270   | Cap Camarat        | 101,4          |

## Canicule européenne de 2010

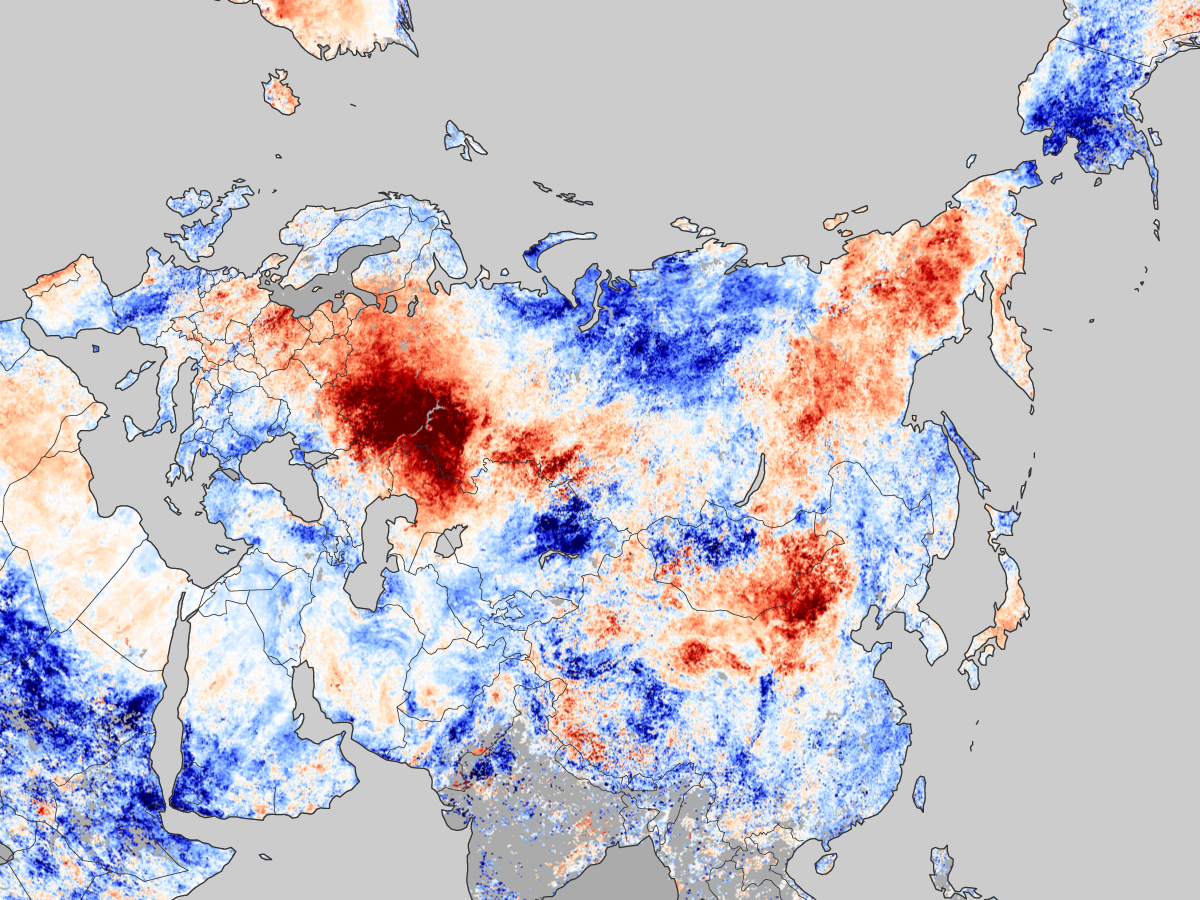
Carte des anomalies de températures de surface durant la semaine du 20 au 27 juillet,

La Russie européenne a été touchée par une vague de chaleur historique. Elle a provoqué d'importants incendies dans des régions très peuplées de Russie. La situation d'urgence sera déclarée dans sept sujets fédéraux : République de Mordovie, Oblast de Vladimir, Oblast de Voronej, Oblast de Moscou, Oblast de Nijni Novgorod, République des Maris et Oblast de Riazan. Le Ministère des Situations d'urgence a envoyé des équipes de psychologues pour aider les populations locales. 
La fumée des incendies a envahi la ville de Moscou, causant une baisse de la visibilité, par endroits réduite à 50 mètres seulement. Les concentrations des différents polluants dans l'atmosphère ont été extrêmement élevées, dépassant les seuils d'alerte quotidiennement début août. La sécheresse a touché une large partie de la Russie européenne, et a ainsi touché pour la première fois la région d'Arkhangelsk.
À la suite de la canicule, la production agricole de l'Ukraine et de la Russie a été fortement affectée. La Russie a décidé de suspendre ses exportations le 15 août, suivie en cela par l'Ukraine le 17 août. Le gouvernement russe a débloqué 35 milliards de roubles pour soutenir les agriculteurs. À titre personnel, le président Medvedev a également donné 350 000 roubles pour les victimes des incendies.

## Inondations en Europe de l'Est de 2010
Corollaire du blocage sur la Russie européenne, les dépressions atlantiques viennent mourir sur les pays d'Europe de l'Est, provoquant de graves inondations. L'usine Skoda en République tchèque a dû cesser temporairement sa production à cause de la défaillance de ses fournisseurs, pris dans les inondations.

## Épisode pluvieux de l'Europe de l'Ouest de 2010
Un bloc Rex se met en place à la mi-août, avec isolement d'une dépression coupée à caractère de goutte froide. Cette dépression a été baptisée Yvette. Elle se retrouve totalement isolée de la circulation générale et devient stationnaire. Cette dépression se vide alors sur l'Europe de l'Ouest, où elle a provoqué de forts cumuls de précipitations. Cette situation inhabituelle pour un mois d'août a une période de retour de 20 ans, et a été connue pour la dernière fois en août 1996.